# Vader (együttes)

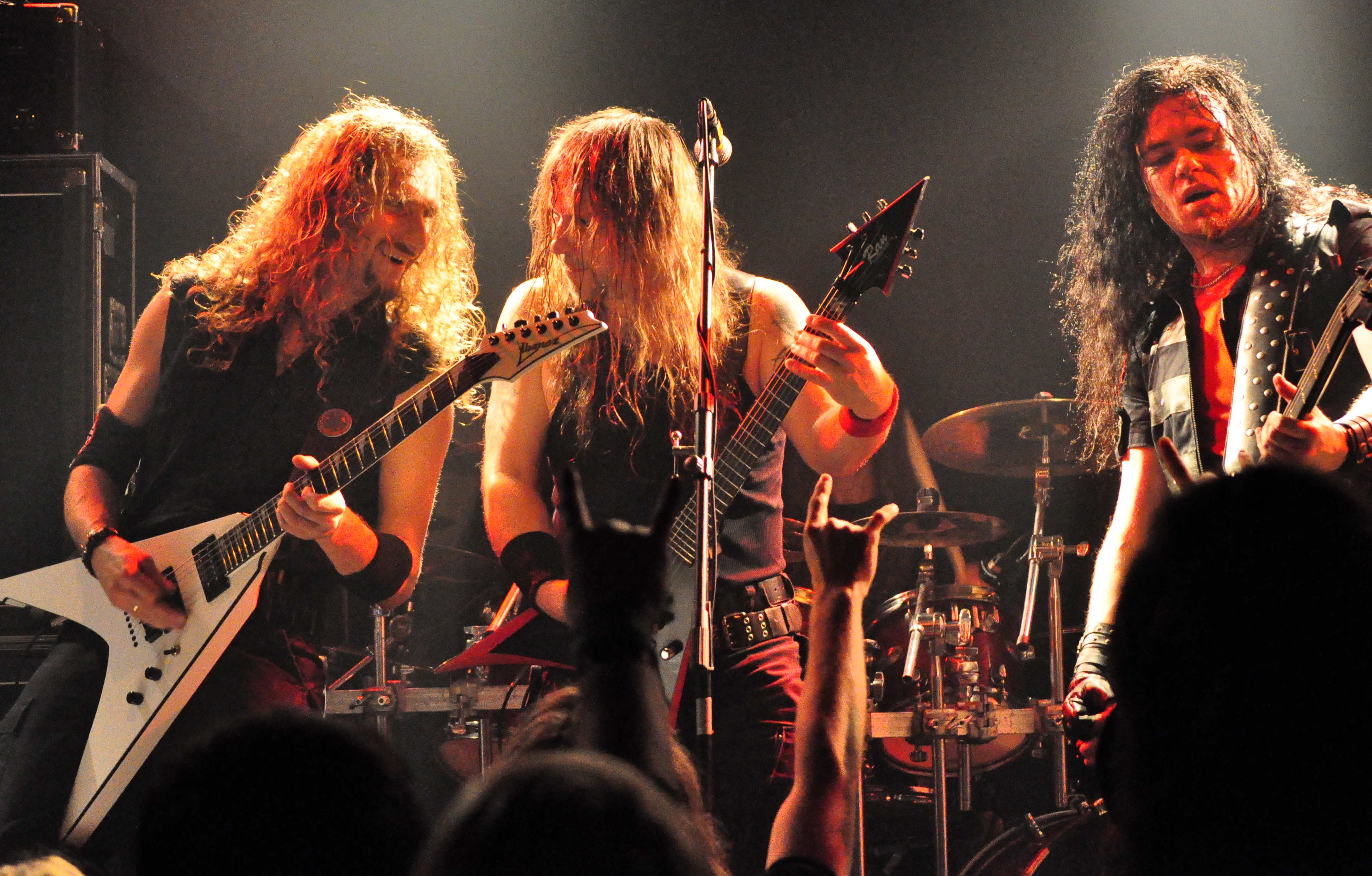
Vader 2011

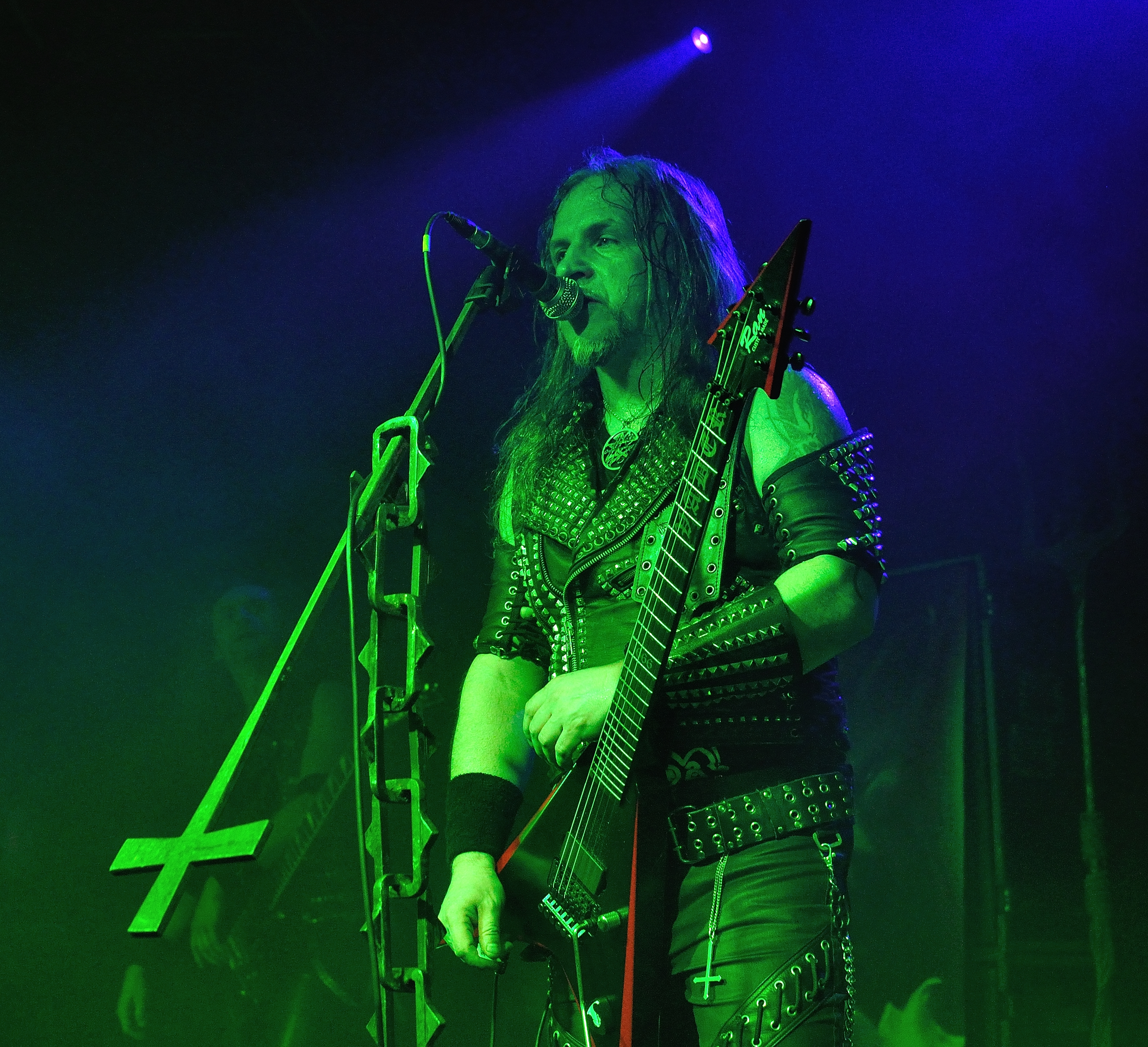
Piotr Wiwczarek, 2015

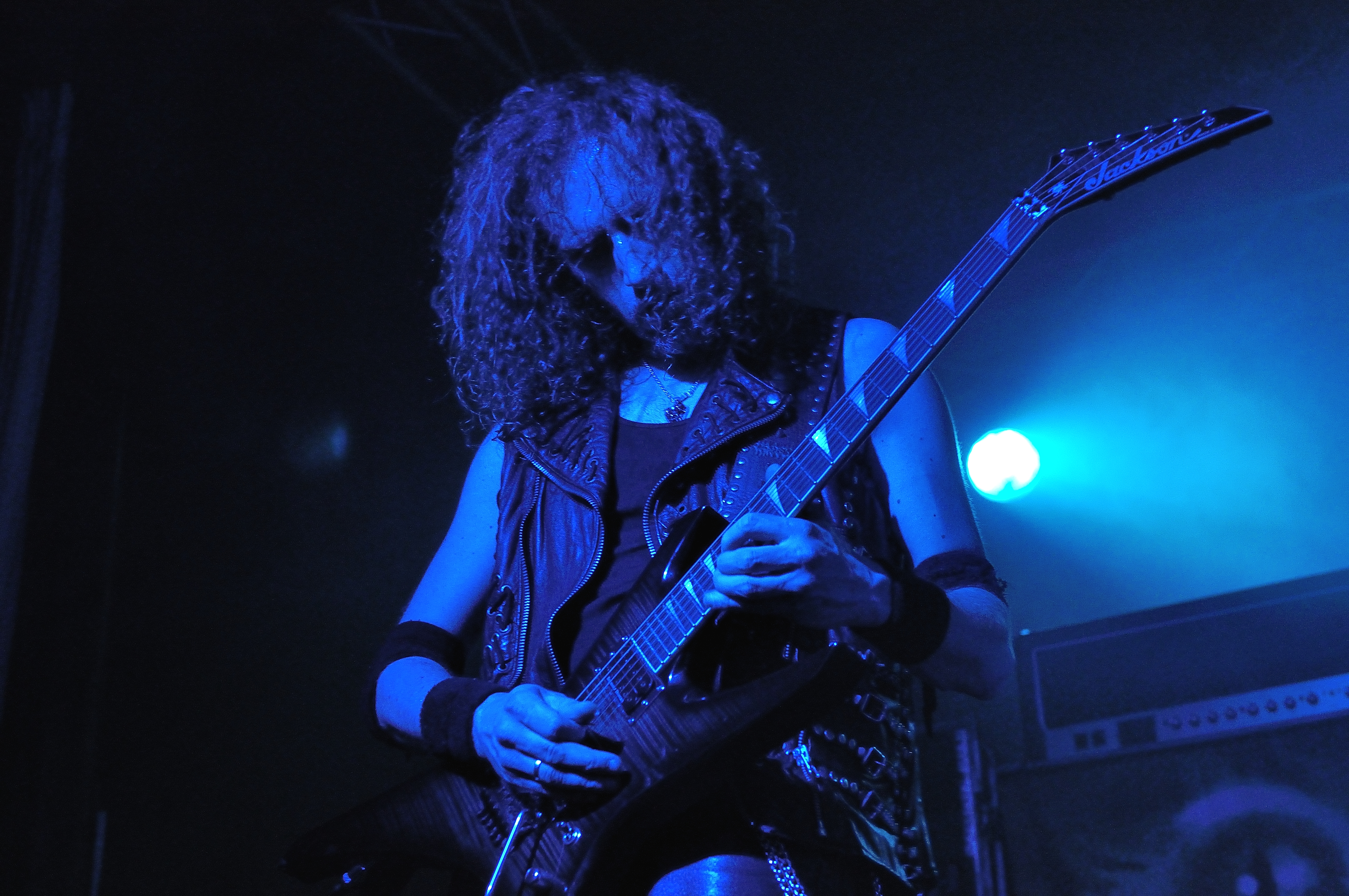
Marek Pająk, 2015

A Vader a Behemoth mellett Lengyelország legismertebb metal zenekara. Elsőként sikerült a vasfüggönyön túli zenekarként nemzetközi hírnévre szert tenniük. Stílusukat tekintve az amerikai death metalt keverik az európai death metal dallamosabb megközelítésével. 1983-as alakulásukkor még heavy metalt játszottak, 1985-től azonban már a thrash metal-ra jellemző dalszerkezetekkel operáltak, majd fokozatosan tértek át a death metalra. A zenekar vezetője már a kezdetektől fogva Piotr "Peter" Wiwczarek gitáros/énekes. A Vader egyike volt az első death metal zenekaroknak Lengyelországban, együtt indultak olyan formációkkal, mint az Imperator, az Exorcist, az Armagedon, Slashing Death és a Convent. Zenéjük nagyban inspirálta az olyan későbbi zenekarokat, mint a Decapitated, a Dissenter és a Yattering. A zenekar neve utalás a Csillagok háborúja film szereplőjére Darth Vader-re, a zenekar szövegei pedig H.P. Lovecraft munkásságának hatására íródnak. A zenekar világszerte sikeres koncerteket ad, felléptek már olyan fesztiválokon is, mint a Wacken Open Air vagy a Party San Metal Open Air.
Világszerte több mint 500 000 albumot adtak el.

## Történet

### 1983-1993
A zenekar 1983-ban alakult Olsztyn városában. A zenekar alapítását Peter Wiwczarka kezdeményezte. 1986-ig ötös felállásban játszottak, de a tagcserék szinte folyamatosan sújtották, az ekkor még Judas Priest hatásokban bővelkedő heavy metalt játszó zenekart. Az első koncertre 1985-ben került sor az Olsztyn városában található Luzak klubban.
1986-ra szilárdult meg egy stabilabb felállás, melyben Peter mellett Robert "Black" Czarneta (ének), Zbigniew "Vika" Wróblewski (gitár), Robert "Astaroth" Struczewski (basszusgitár) és Grzegorz "Belial" Jackowski (dob) szerepelt. A zenekar ekkortájt kezdte megkedvelni a Slayer albumait, így hamarosan durvább zenét kezdtek játszani. Az évek során zenéjük a thrash metaltól fokozatosan a death metal irányába mozdult el.
1986-ban felléptek a lengyel Metalmania fesztiválon, olyan előadók társaságában, mint a Voodoo, a Ferrum, a Dragon, a Stos, a Killer és a KAT. Ezt követően jelent meg a Live in Decay demó, majd Wroblewski kilépett. A tagcserék folyamatosak voltak a zenekar soraiban, így a következő demó, csak három évvel később 1989-ben jelent meg Necrolust címmel. A folytatás az 1990-es Morbid Reich demó formájában érkezett meg. Az utóbbi minden idők egyik legsikeresebb demójának számít, több mint 10000 darabot adtak el belőle. A borítót Robert Ganczarskiego készítette, amin már a zenekar jellegzetes logója látható. Az anyagot a Carnage Records jelentette meg. A zenekar 1991-ben ismét szerepelt a Metalmania fesztiválon, demóikat pedig postai úton terjesztették egymásnak a rajongók a világ minden tájára. A zenekar híre így eljutott az Earache Records embereihez is, akik szerződést ajánlottak az együttesnek.
A debütáló nagylemezt 1992-ben The Ultimate Incantation címmel adta ki az Earache Records. A lemez borítóját az a Dan Seagrave festette, aki már több neves tengerenúli death metal zenekarral dolgozott együtt. A lemezt az angol Rhythm Studios-ban rögzítették.

### 1993-1999
1993-ban egy koncertlemezt adtak ki The Darkest Age: Live '93 címmel, melyet Krakkóban rögzítettek. A felvételt kritizálták rossz hangzása miatt, azonban dicsérték kiváló hangulata miatt. 1994-ben új basszusgitárossal (Leszek "Shambo" Rakowski) vették fel a Sothis EP-t. Az anyag tartalmazott egy Black Sabbath feldolgozást is. A megjelenés után együtt játszottak a Malevolent Creation, Oppressor és Solstice zenekarokkal.
1995-ben jelent meg a második lemez a De Profundis címmel.
1997-ben a Metal Mind Productions és a Hammerheart Records újra kiadta a Necrolust és a Morbid Reich demókat egy CD-n, Reborn in Chaos címmel.
Szintén 1997-ben új lemez is készült a Black to the Blind, melyet a lengyel Selani Studio-ban rögzítettek. A korong jelölést kapott az "év metal albuma" címre is.
1998-ban Japánban is sikerrel koncerteztek, melyet a Live in Japan album örökített meg.
Szintén 1998-ban egy EP-t is kiadtak Kingdome címmel, majd egy videókazetta is kiadásra került (Vision and Voice).

### 1999-2006
1999 novemberében megkezdődtek a Litany album felvételei, mely lemez mérföldkőnek számít a zenekar történetében.
A lemezt a "Cold Demons" videóklipje vezette fel. Magát a lemezt ismét jelölték az "év metal albuma" díjra. A megjelenést ismét intenzív turné követte, a No Mercy fesztiválokon pedig az Immortal, a Deicide és a Marduk társaságában játszottak. Ezek hatására a lemezből már a megjelenést követően 45000 darabot adtak el.
2001-ben a zenekar ismét nagy szabású fesztiválokon vett részt, játszottak a Krisiun, a Behemoth és a Lux Occulta zenekarokkal. Ugyanebben az évben a Six Feet Under zenekarral turnéztak Európa szerte. Augusztusban egy 3 új számot tartalmazó EP-t adtak ki a Reign Forever World címűt. Az anyag tartalmazott egy Judas Priest, egy Mayhem és egy Destruction feldolgozást is. A megjelenést követően a Dyng Fetus, a Behemoth, a Cryptopsy és a Krisiun zenekarokkal játszottak együtt.
2002-ben jelent meg a Revelations album, melynek rögzítése során felvettek egy Thin Lizzy feldolgozást is, mely a 2003-as Blood EP-re került fel. Az Epitaph dalhoz klipet forgattak ,majd a lemezt ismét jelölték az "év metal albuma" díjra.
Ezt követően Japán, Brazíliai és USA turnéra indultak, majd megjelent a Vision and Voice VHS kazetta DVD formátumban, More Vision and the Voice címmel, mely az eredeti kiadáshoz képest további felvételeket is tartalmazott.
2003-ban Izraelben adtak koncertet, majd az európai fesztiválok után Woodstock-ban is felléptek. A koncert előtt elhagyta a zenekart Saimon. Őt Novy váltotta fel, aki a Behemoth soraiban is megfordult. Az Art of Noise turnén együtt játszottak a Nile, a Kreator és az Amon Amarth zenekarokkal.
2004-ben kézsérülése miatt "Doc" helyére "Daray" érkezett a dobosi posztra. A 2004-es The Beast albumon már az ő játéka hallható. A lemezen felerősödtek a thrash metal hatások, valamint ismét jelölést kaptak az "év metal albuma" kategóriában.
Néhány hónappal a megjelenés után már több mint 65000 darabot értékesítettek belőle.
A megjelenést ismét temérdek fellépés követte, melyekből kiemelendő a sziléziai stadionban adott koncert, ahol a Slipknot és a Metallica előtt 50000 embernek játszhattak.
2004 októberében a Metal Mind Productions kiadott egy új DVD-t Night of the Apocalypse címmel.
A zenekar a svéd Regain Records-hoz szerződött, maid új EP-t adtak ki The Art of War címmel.
2005. augusztus 18-án szívelégtelenségben elhunyt Krzysztof Raczkowski a zenekar korábbi dobosa.

### 2006 után
2006-ban a zenekar nekiállt felvenni új lemezét, mely az Impressions in Red munkacímet kapta, végül Impressions in Blood címmel jelent meg. A korongon nagy szerepet kaptak a billentyűs hangszerek, videóklip a "Helleluyah!!! (God Is Dead)" dalra készült.
A korongot ismét jelölték az "év metal albuma" címre.
Ezt követően a Destruction és a Kataklysm társaságában játszottak a Metal Crusaders Tour 2006 keretein belül. Szerepeltek a Graspop MM Fesztivál, Tusk Open Air Festival, Party San és a Brutal Assault rendezvényeken is.
2007 októberében kiadásra került a 3. DVD az ...And Blood Was Shed in Warsaw is.
Ezt a Death by Decibels Tour követte a Malevolent Creation, a Cattle Decapitation zenekarokkal, majd csatlakoztak a Blitzkrieg IV turnéhoz, ahol a Krisiun, a Rotting Christ és az Incantation voltak a partnereik.
2008-ban távozott Marcin "Novy" Nowak, helyére Marcin "Martin" Rygiel érkezett (ex-Decapitated).
Augusztusban a Stodola Club-ban ünnepelték 25 éves fennállásukat. Ez volt "Mauser" és "Daray" utolsó koncertje. Az új dobos Paul Jroszewicza, míg az új gitáros Waclaw Kieltyka lett.
2008 decemberében megkezdődtek a 8. album felvételei, mely a Necropolis címet kapta.
2009 januárjában együtt turnéztak a Samael, a Deicide, a Devils és a Zonaria együttesekkel.
Márciusban bevonultak a Hertz stúdióba, hogy rögzítsék a basszusgitárt, az éneket, a dobokat és a gitárokat.
A lemez végül augusztus 21-én jelent meg. A producer Tue Madsen volt, a lemezt pedig a Nuclear Blast adta ki.
Lengyelországban a Warner Music hozta forgalomba az albumot.
A limitált kiadás egy DVD-t is tartalmazott, melyen egy 2009-es krakkói koncert található.
A megjelenést követően a svéd Mardukkal turnéztak, majd részt vettek az
amerikai Monsters Of Death Tour koncertsorozaton is, az Augury, a Decrepit Birth, a The Amenta és a Warbringer zenekarokkal.
2010-ben csatlakozott hozzájuk Marek Pająk turnégitáros.

2023
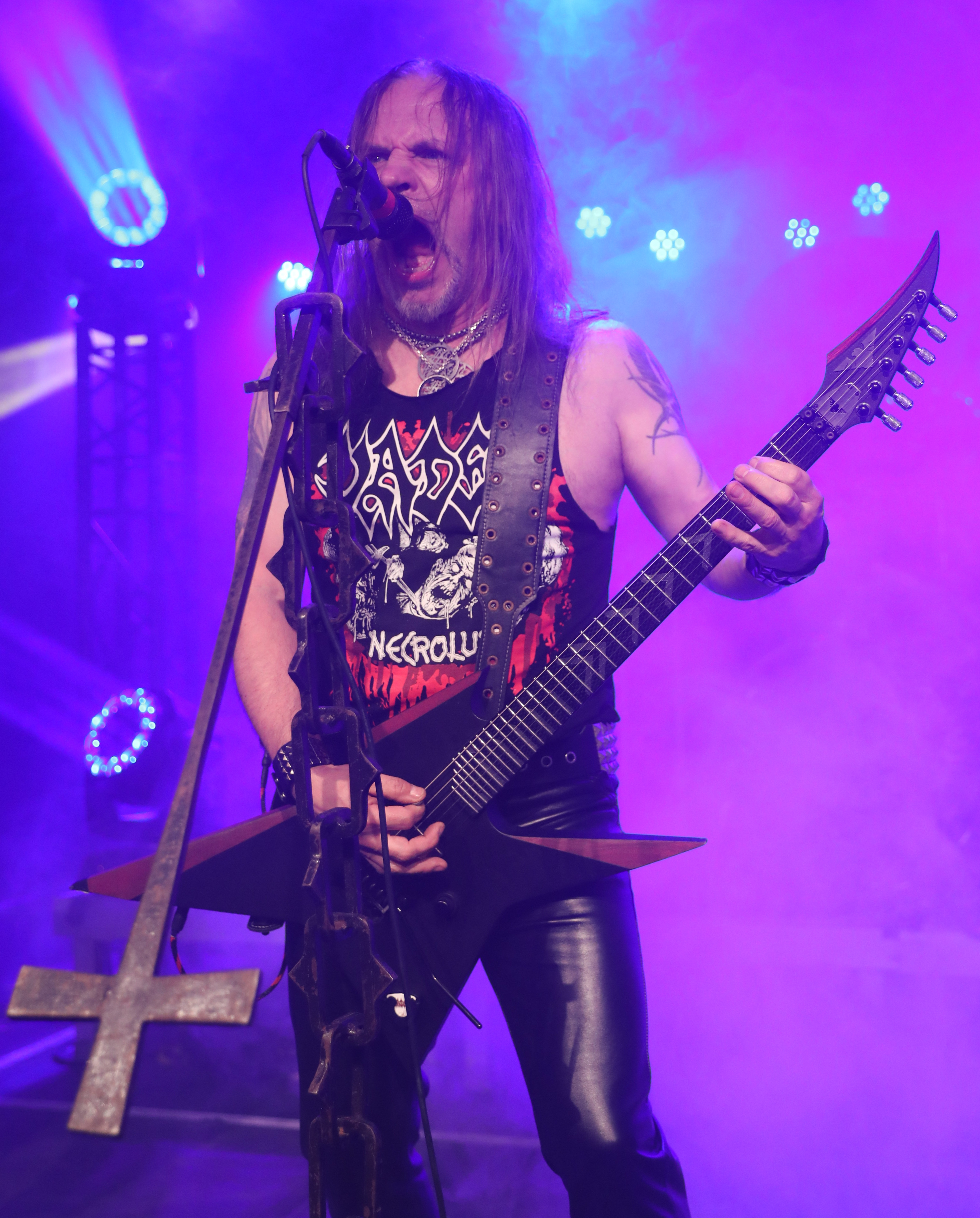
Piotr Wiwczarek in ORWOhaus
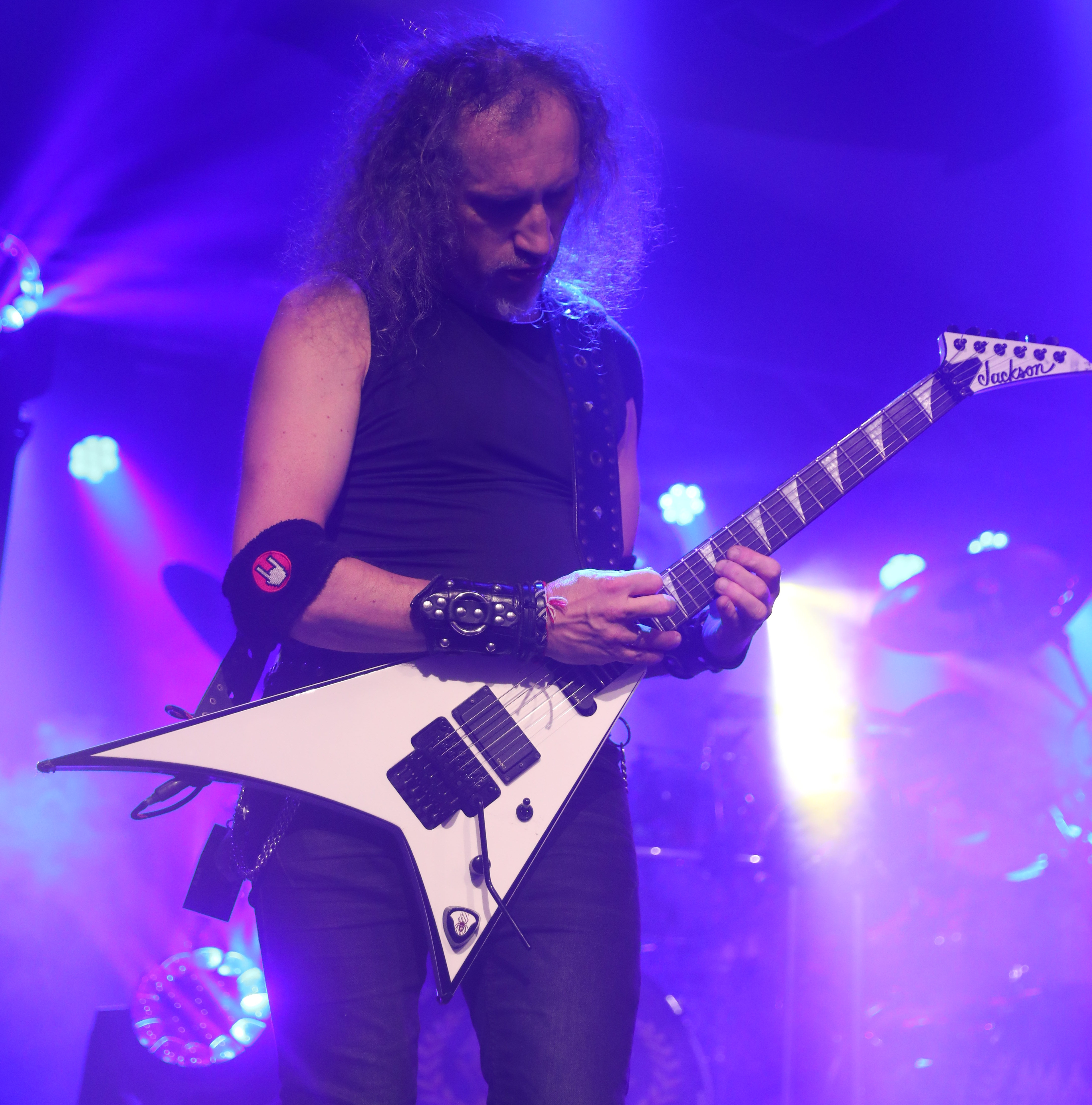
Marek Pająk
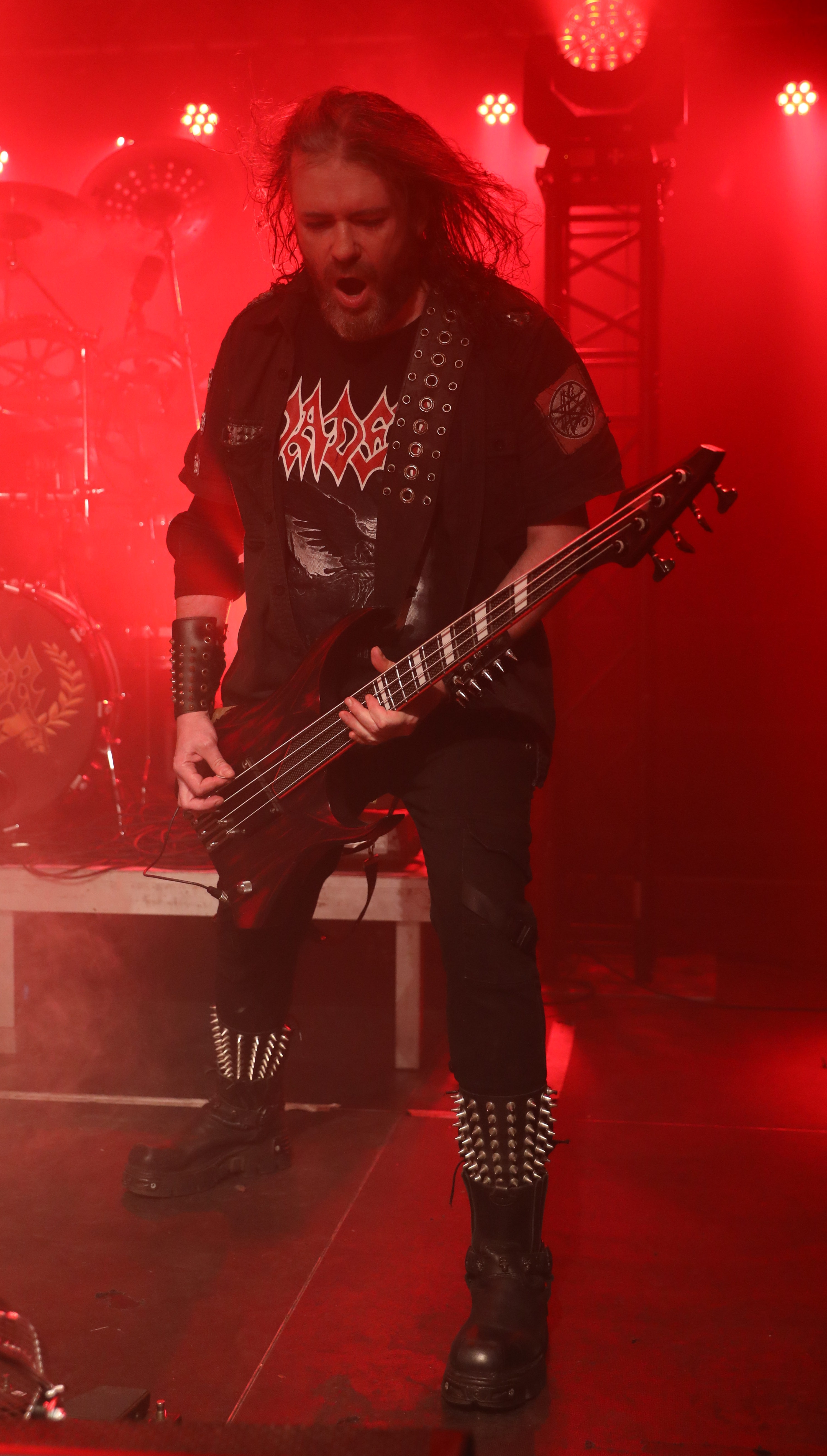
Tomasz Halicki
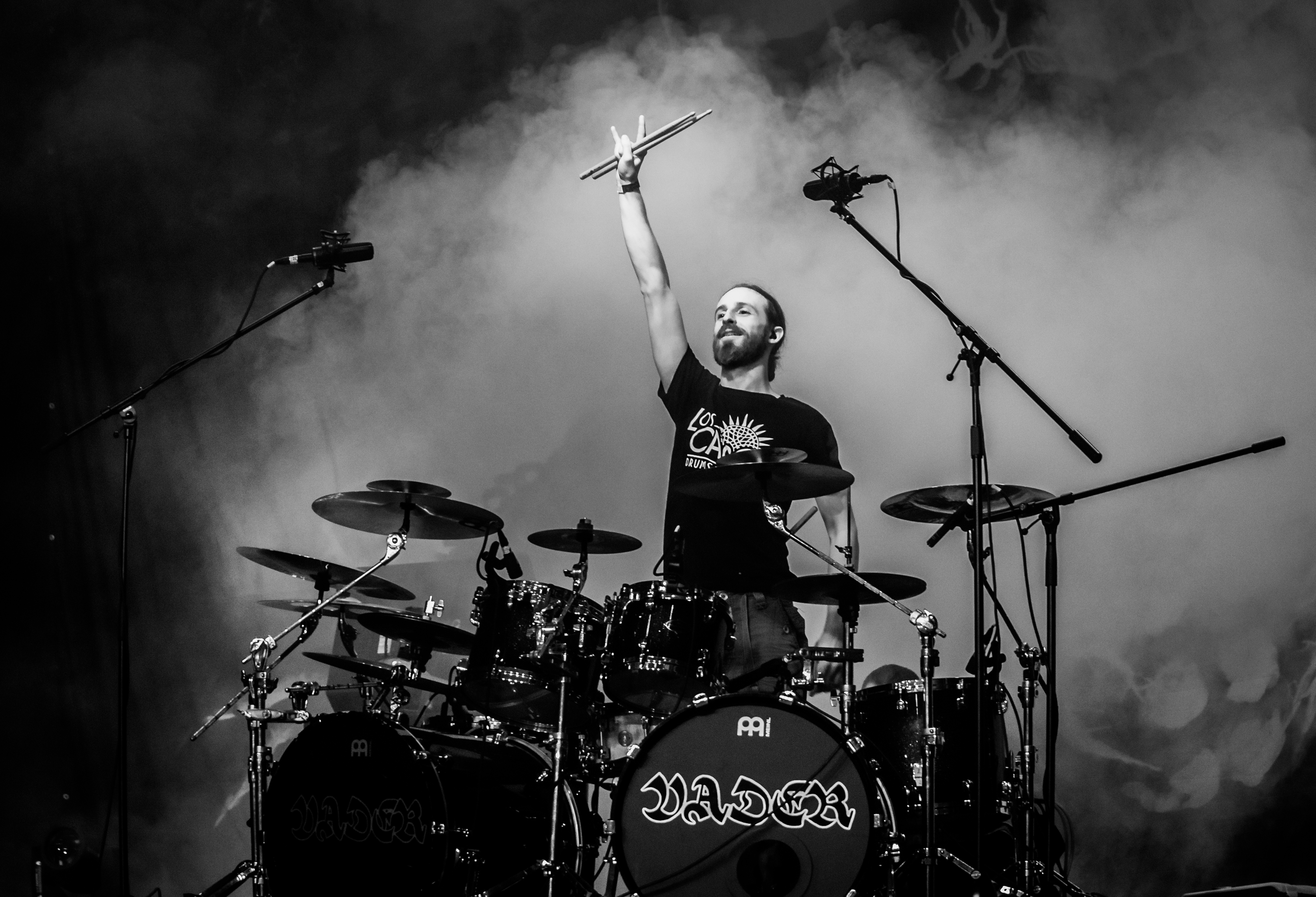
James Stewart at Wacken Open Air 2016

## Zenészek
Jelenlegi tagok:
- Piotr "Peter" Wiwczarek: gitár, ének (1983-)
- Marek Pająk: gitár (2010-)
- Paweł "Paul" Jaroszewicz: dob (2008-)
- Tomasz "Reyash" Rejek: basszusgitár (2008-)

Egykori tagok:
- Krzysztof "Docent" Raczkowski: dob (1988−2005)
- Grzegorz "Belial" Jackowski: dob (1986−1987)
- Konrad "Saimon" Karchut: basszusgitár (2002−2003)
- Leszek "Shambo" Rakowski: basszusgitár (1993−2001)
- Jacek "Jackie" Kalisz: basszusgitár (1988−1991, 1993)
- Robert "Astaroth" Struczewski: basszusgitár (1986)
- Jarosław "China" Łabieniec: gitár (1991−1997)
- Zbigniew "Vika" Wróblewski: gitár (1983−1986)
- Robert "Czarny" Czarneta: ének (1986−1988)
- Piotr Tomaszewski: ének (1985)
- Piotr "Berial" Kuzioła: basszusgitár (1991−1992)
- Marcin "Novy" Nowak: basszusgitár (2003−2008)
- Maurycy "Mauser" Stefanowicz: gitár (1997–2008)
- Dariusz "Daray" Brzozowski: dob (2005–2008)
- Wacław "Vogg" Kiełtyka: gitár (2008-2009)

## Diszkográfia
Nagylemezek
- The Ultimate Incantation (1992)
- De Profundis (1995)
- Black to the Blind (1997)
- Litany (2000)
- Revelations (2002)
- The Beast (2004)
- Impressions in Blood (2006)
- Necropolis (2009)
- Welcome to the Morbid Reich (2011)
- Tibi et Igni (2014)
- The Empire (2016)
- Solitude in Madness (2020)

EP-k
- Sothis (1994)
- Kingdom (1998)
- Reign Forever World (2002)
- Blood (2003)
- The Art of War(2005)
- Lead Us!!! (2008)

Koncertlemezek
- The Darkest Age - Live '93 (1993)
- Live in Japan (1998)

Kislemezek
- An Act of Darkness / I.F.Y. (1995)
- Carnal / Black to the Blind (1997)
- Xeper / North (2000)
- Angel of Death (2002)
- Beware the Beast (2004)
- v.666 (2008)
- The Upcoming Chaos (2008)

Demók
- Live in Decay (1986)
- Necrolust (1989)
- Morbid Reich (1990)

Válogatások
- Reborn in Chaos (1997)
- Blood + Reign Forever World (2003)
- XXV (2008)

Tribute-albumok
- Future of the Past (1996)
- Future of the Past II (2015)

Közreműködések
- Slatanic Slaughter II – A Tribute to Slayer (1996)
- Czarne zastępy – W hołdzie KAT (1998)
- Originators of Northern Darkness - A Tribute to Mayhem (2002)
- Tyrants From the Abyss - A Tribute to Morbid Angel (2002)
- Seven Gates of Horror – A Tribute to Possessed (2004)

VHS
- Vision and Voice (1998)

DVD
- More Vision and the Voice (2002)
- Night of the Apocalypse (2004)
- ...And Blood Was Shed in Warsaw (2007)